# Karl Walter Bernstein
Karl Walter Bernstein auch bekannt unter seinem Künstlernamen Karl Walter (* 20. Februar 1908 in Dresden; † 21. September 1973) war ein deutscher Musiker und Orchesterleiter.

## Leben und Wirken

### Kindheit und Jugend
Karl Walter Bernstein wurde in Dresden als Sohn des Steinbildhauers Paul Bernstein und dessen Ehefrau Frieda geb. Kind geboren. Seine Pflegeeltern, die vor den Wirren der russischen Revolution nach Deutschland geflüchtet waren, ermöglichten ihm eine musikalische Ausbildung in den Fächern Gesang, Violine und Saxophon. Im Alter von 14 Jahren spielte er erstmals in einer Kapelle und mit 21 war er bereits Kapellmeister. 

### Zeit des Nationalsozialismus
Während der Zeit des Nationalsozialismus wurde er 1933 wegen seines jüdisch klingenden Familiennamens verhaftet, kam jedoch gegen Vorlage seines Ariernachweises wieder frei. Allerdings nutzte er auf Druck der Reichsmusikkammer nur noch seinen Vornamen „Karl Walter“ als Orchesternamen. Seine neunköpfige Formation gastierte während der dreißiger und Anfang der vierziger Jahre vor allem im Hotel „Eden“ und im „Regina-Palast“ in Dresden sowie im „Chemnitzer Hof“ in Chemnitz.
Mit der Ausweitung des Zweiten Weltkrieges im Jahr 1941 wurden Tanzveranstaltungen nur noch mit Einschränkungen genehmigt, die meisten Mitglieder des Orchesters wurden zum Wehrdienst eingezogen und durch Fremdarbeiter aus den besetzten Gebieten ersetzt. Das öffentliche Aufführen und Anhören von Jazzmusik wurde als subversiv betrachtet und konnte zu Sanktionen wie Auftritts- oder Berufsverbot sowie Geld- oder Haftstrafen führen. 1941 heiratete Bernstein Elisabeth Güttler, aus dieser Verbindung stammt der Sohn Peter. Die Familie pendelte zwischen den Auftrittsorten Dresden und Chemnitz. 1944 wurde Karl Walter Bernstein zum Sanitätsdienst eingezogen. Ende 1944 zeigten sich ernste Symptome der peripheren arteriellen Verschlusskrankheit („Schaufensterkrankheit“). Eine Operation Anfang 1945 verhinderte eine Amputation.

### Zeit der Sowjetischen Besatzungszone und der DDR
Nach dem Ende des Zweiten Weltkriegs wurde Bernstein Mitglied der SPD. Danach weigerte er sich, nach der Zwangsvereinigung von SPD und KPD im April 1946 in die SED einzutreten. Er stellte ein 16-köpfiges Orchester zusammen und spielte erstmals im Juni 1946 zur Wiedereröffnung des Goldenen Löwen in Chemnitz-Rabenstein. Weitere Konzerte im Raum Chemnitz folgten. Im Februar 1947 suchte die Sendestelle Chemnitz des Mitteldeutschen Rundfunks im Rahmen eines Wettbewerbs nach einem eigenen Tanzorchester. Obwohl das Orchester Karl Walter mit Abstand die meisten Stimmen des Publikums erhielt, fiel die Wahl – vermutlich aus politischen Gründen – auf den Zweitplatzierten, das Orchester Wolfgang Grellmann. In dieser Zeit spielten später sehr bekannte Musiker wie der Trompeter und Arrangeur Walter Eichenberg (1946/1947), der Schlagzeuger Fips Fleischer (1946/1947) und der Trompeter Horst Fischer (1948/1949) im Orchester Karl Walter.
Bereits 1947 begann eine lange Reihe von Einschränkungen, Schikanen, Verleumdungen und Verboten, mit der die kommunistischen Machthaber versuchten, Bernstein und seine Band zu disziplinieren und „auf Linie“ zu bringen, weil die amerikanische Jazzmusik dem Regime aus kulturpolitischen Gründen nicht genehm war. Von 1947 bis 1949 spielte das Orchester regelmäßig im Kurhaus des Mineralbades Hohenstein-Ernstthal. Vom Polizeipräsidenten in Chemnitz erhielt Bernstein von 1947 bis 1949 ein Auftrittsverbot für den Raum Chemnitz. Es folgte ab November 1950 ein von der SED verhängtes Auftrittsverbot in der gesamten DDR.
Von 1949 bis 1953 trat das Orchester regelmäßig im Gasthof Neustadt in Chemnitz-Siegmar auf. Es folgten in den 1950er Jahren weitere Schikanen mit Auftrittsverboten. Weil Bernstein trotz des Verbots weiterhin auftrat, wurde gegen ihn eine Geldstrafe von 3000 Mark verhängt. In der Folge wurde deswegen ein Teil seiner Wohnungseinrichtung gepfändet. Bernstein beauftragte einen Rechtsanwalt mit der Einreichung einer Beschwerde bei dem Ministerpräsidenten Otto Grotewohl, die erfolglos war. Im November 1953 verfügte der Rat des Bezirks Karl-Marx-Stadt die Auflösung des Orchesters. Um seine Familie ernähren zu können, arbeitete Bernstein von Ende 1953 bis Anfang 1954 als Kraftfahrer.
Ab April 1954 durfte er wieder auftreten – mit der Auflage, die Titelliste vorher genehmigen zu lassen. Doch bereits Ende März lief in der Chemnitzer Volksstimme die nächste Aktion gegen Bernstein: In dem Artikel Runter vom Podium, Karl Walter! forderte der Autor die Beibehaltung des Verbots. Auch der Komponist Paul Kurzbach schloss sich dieser Kampagne an. Der Rat des Bezirks beschloss am 30. März 1954 ein dauerhaftes Auftrittsverbot für das Orchesters Karl Walter. Bernstein wurde außerdem aus dem FDGB ausgeschlossen. Die Musiker seines Orchesters durften nur noch einzeln in anderen Kapellen auftreten.

### West-Berlin und Bundesrepublik Deutschland
Bernstein floh in der Nacht vom 1. auf den 2. April 1954 mit seiner Familie nach West-Berlin. 17 seiner Musiker folgten ihm wenige Tage später. Etwas später gelang es mit Unterstützung des RIAS, auch das zunächst zurückgelassene Orchesterinventar nachzuholen. Nach einem ersten Engagement im West-Berliner Titania-Palast im April 1954 folgte einen Monat später eine Verpflichtung im Hamburger Kabarett „Faun“ und später im Düsseldorfer „Palladium“. 
Allerdings  blieben ihm von den 17 Musikern, die ihm in die Bundesrepublik gefolgt waren, nur 6 erhalten, die restlichen wurden von anderen Orchestern abgeworben oder kehrten in die DDR zurück. So mussten Bass, 3 Saxofone sowie 2 Trompeten neu besetzt werden. Der ursprünglich vierstimmige Posaunensatz wurde bis auf den Posaunisten Heinrich Neith aufgelöst. Mit Genugtuung berichtete die Chemnitzer „Volksstimme“ am 13. August 1955 unter der Überschrift „Mit Karl Walter gebrochen“ über die Probleme des Orchesters.
1955 spielte das Orchester in US-amerikanischen Offiziersclubs in München und Landstuhl. Bernstein zog mit seiner Familie nach Hohenecken bei Kaiserslautern. Von Juni 1957 bis Mai 1958 folgte ein längeres Engagement im US-amerikanischen Offiziersclub in der libyschen Hauptstadt Tripolis. Bernstein kehrte wegen einer Nierenkolik 1958 in die Bundesrepublik zurück. Seine Band blieb jedoch in Libyen und spielte unter neuer Leitung. 
Im Juni 1958 stellte Bernstein ein neues Orchester zusammen und trat mit diesem wieder im Offiziersclub Landstuhl auf. Ab Oktober 1958 folgte ein Engagement im Hamburger „Lido“. Ende 1958 macht die Firma Telefunken unter dem Titel „Tanz im Lido“ die ersten und einzigen Plattenaufnahmen des Orchesters. Nach einem letzten Engagement im Deutschen Theater München im Januar/Februar 1959 löste Bernstein das Orchester auf.
Er zog mit seiner Familie nach Dortmund, wo er gemeinsam mit seiner Frau und seinem Sohn verschiedene Pensionen und Hotels betrieb, bis er sich 1970 zur Ruhe setzte.